# Thomasomys andersoni
Thomasomys andersoni is een knaagdier uit het geslacht Thomasomys dat voorkomt in Bolivia, waar het dier slechts bekend is van een enkele locatie in het departement Cochabamba (17°12'43ZB, 65°52'09WL). De soort is genoemd naar de Amerikaanse bioloog Sydney Anderson, voor zijn vele bijdragen aan de kennis van de zoogdieren van Bolivia. De soort is genetisch het nauwst verwant aan Thomasomys oreas en een onbeschreven soort, maar lijkt morfologisch meer op Thomasomys notatus. De soort is van slechts twee exemplaren bekend, die zijn gevangen in een boom in zeer vochtig bergwoud. T. andersoni leeft waarschijnlijk dus in ieder geval deels in bomen, anders dan de andere knaagdieren die op dezelfde locatie op de grond werden gevangen (Thomasomys australis, Thomasomys oreas, Rhipidomys austrinus, Akodon fumeus, Akodon mimus, Nephelomys levipes en een onbeschreven Oligoryzomys).
Thomasomys andersoni is een middelgrote Thomasomys met een lange, zachte, dichte vacht. Er is een scherpe scheiding tussen de olijfbruine bovenkant en de geelbruine onderkant van het lichaam. De achtervoeten zijn kort en breed. De bruine staart, bedekt met korte, dikke haren, is ongeveer even lang als het lichaam. Het karyotype bedraagt 2n=44, FNa=42. De totale lengte van de twee exemplaren bedraagt respectievelijk 230 en 238 mm voor het holotype en het paratype, de staartlengte 122 en 128 mm, de kop-romplengte 108 en 110 mm, de achtervoetlengte 22 en 26 mm, de oorlengte 20 en 21 mm, de schedellengte 30,14 en 31,13 mm en het gewicht 35 en 38 g.